# 10168 Stony Ridge
10168 Stony Ridge este un asteroid din centura principală de asteroizi.

## Descriere
10168 Stony Ridge este un asteroid din centura principală de asteroizi. A fost descoperit pe 4 februarie 1995 la Stony Ridge de Jack B. Child și John E. Rogers. Asteroidul prezintă o orbită caracterizată de o semiaxă mare de 2,76 ua, o excentricitate de 0,09 și o înclinație de 7,4° în raport cu ecliptica.